# 神殿研究所
座標: 北緯31度46分31.73秒 東経35度13分59.16秒 / 北緯31.7754806度 東経35.2331000度
神殿研究所（しんでんけんきゅうじょ、מכון המקדש - The Temple Institute）はイスラエルのエルサレム市で、エルサレム神殿の再建を目的として掲げて活動している非政府組織である。

## 概要
神殿研究所はユダヤ教カハネ主義のラビ、イスラエル・アリエル（Yisrael Ariel）によって1987年に設立された。神殿研究所は過去に破壊されたエルサレム神殿（ソロモン第一神殿）、第二神殿に替わる、『ソロモン第三神殿』と呼ばれる神殿を神殿の丘に再建する事を目的として掲げ、そのための研究を行なっている非政府組織である。神殿の丘の上にはイスラム教の聖地である岩のドームがあり、もし実際に神殿を建築しようとするとこれが破壊もしくは移設される事になることから、実現の見通しは立っていない。また研究所では、神殿再建の日に備えて、祭司服や神具、あるいは古いレシピで作られたパンやオリーブ油の研究や製作も行なっているとされる。

## 画像

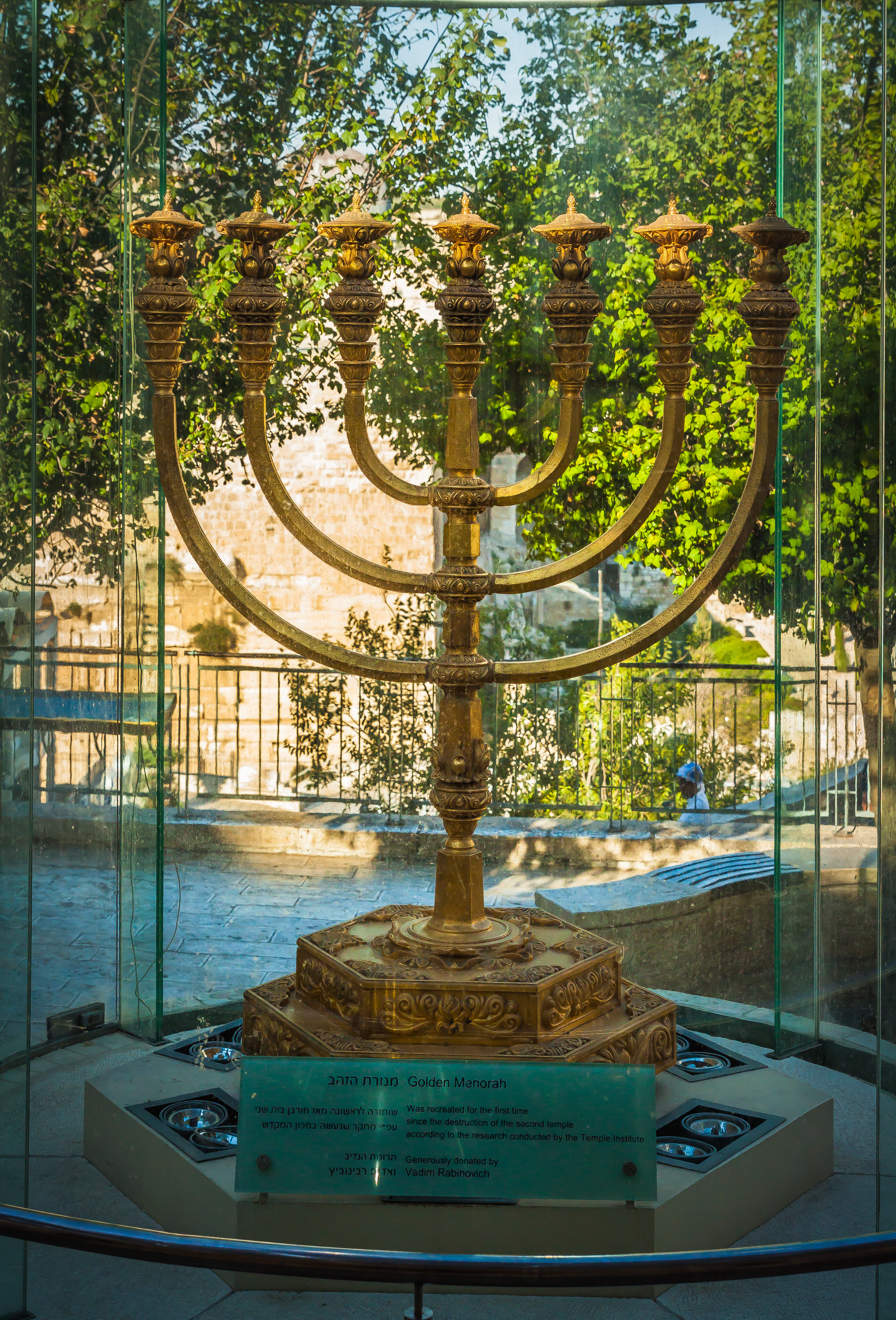
研究所寺院の家の隣にあるメノラの模型
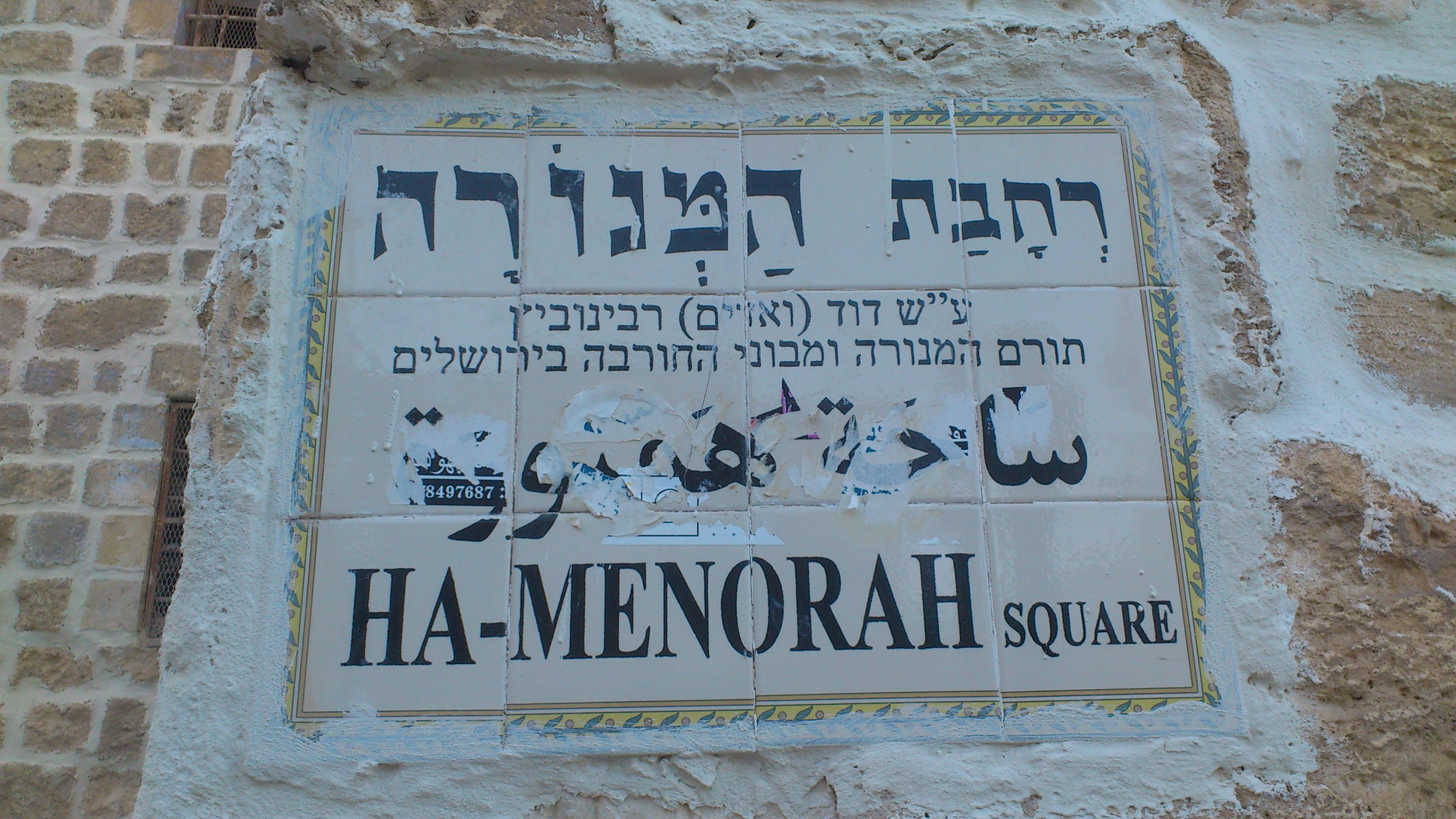
メノーラ広場とテンプルマウントテンプルインスティチュートの側面に隣接